# Rindö (tätort)
Rindö är en tätort i Vaxholms kommun. Tätorten ligger på västra, södra och sydöstra Rindö. 
Bebyggelsen i tätorten fanns före 2015 främst omkring befästningen Oskar-Fredriksborg, vilken då gav namn åt tätorten. År 2015 utökades tätortens område genom sammanläggning med småorterna Rindö och Rindö smedja. Den täckte därefter betydligt större område och namnändrades samtidigt till Rindö.

## Befolkningsutveckling
| Befolkningsutvecklingen i Oskar-Fredriksborg/Rindö 1950–2023                                                                                           | Befolkningsutvecklingen i Oskar-Fredriksborg/Rindö 1950–2023 | Befolkningsutvecklingen i Oskar-Fredriksborg/Rindö 1950–2023 | Befolkningsutvecklingen i Oskar-Fredriksborg/Rindö 1950–2023 | Befolkningsutvecklingen i Oskar-Fredriksborg/Rindö 1950–2023 |
| --- | ------------------------------------------------------------ | ------------------------------------------------------------ | ------------------------------------------------------------ | ------------------------------------------------------------ |
| |                                                              |                                                              |                                                              |                                                              |
| År |                                                              |                                                              | Folkmängd                                                    | Areal (ha)                                                   |
| 1950 | 1950                                                         |                                                              | 685                                                          |                                                              |
| 1960 | 1960                                                         |                                                              | 549                                                          |                                                              |
| 1965 | 1965                                                         |                                                              | 582                                                          |                                                              |
| 1970 | 1970                                                         |                                                              | 434                                                          |                                                              |
| 1975 | 1975                                                         |                                                              | 645                                                          |                                                              |
| 1980 | 1980                                                         |                                                              | 593                                                          |                                                              |
| 1990 | 1990                                                         |                                                              | 663                                                          | 127                                                          |
| 1995 | 1995                                                         |                                                              | 645                                                          | 128                                                          |
| 2000 | 2000                                                         |                                                              | 692                                                          | 132                                                          |
| 2005 | 2005                                                         |                                                              | 732                                                          | 132                                                          |
| 2010 | 2010                                                         |                                                              | 722                                                          | 131                                                          |
| 2015 | 2015                                                         |                                                              | 1 100                                                        | 164                                                          |
| 2020 | 2020                                                         |                                                              | 1 390                                                        | 186                                                          |
| 2023 | 2023                                                         |                                                              | 1 442                                                        | 195                                                          |
| Anm.: Tätorten som före 2015 benämndes Oskar-Fredriksborg sammanslogs 2015 med småorterna Rindö och Rindö smedja och namnändrades samtidigt till Rindö |                                                              |                                                              |                                                              |                                                              |